# Torrismondo
Torrismondo (in latino: Turismodus; ... – 551) è stato un principe dei Gepidi, primogenito del re Turisindo.

## Biografia
Secondo Paolo Diacono, nel 551 ci fu una battaglia tra i Gepidi, capeggiati da Torrismondo e i nemici vicini, i Longobardi, capeggiati dal principe Alboino. Individuato il principe nemico, Alboino scese da cavallo e lo batté a duello, uccidendo l'erede al trono gepido. Dopo la morte di re Turisindo, fu il fratello secondogenito di Torrismondo, Cunimondo, a salire al trono, ma sarà l'ultimo re gepido.